# جورج فرانكلين درو
جورج فرانكلين درو (بالإنجليزية: George Franklin Drew)‏ هو سياسي أمريكي، ولد في 6 أغسطس 1827 في الولايات المتحدة، وتوفي في 26 سبتمبر 1900 في جاكسونفيل في الولايات المتحدة. حزبياً، نشط في الحزب الديمقراطي. وقد انتخب حاكم ولاية فلوريدا ‏ (2 يناير 1877 – 4 يناير 1881).